# Castelnuovo di Ceva
Castelnuovo di Ceva – miejscowość i gmina we Włoszech, w regionie Piemont, w prowincji Cuneo.
Według danych na rok 2004 gminę zamieszkiwało 121 osób, 20,2 os./km².